# Wiktor z Kartenny
Wiktor z Kartenny (V wiek) – łaciński pisarz. Był pierwszym katolickim biskupem w Mauretanii po zajęciu Afryki przez Wandalów. Sprawował tę funkcję w latach 429-477. Uchodzi za autora nie zachowanego traktatu Przeciw arianom. Przypisuje mu się także O pokucie (De poenitentia - zachowana tylko jedna księga) oraz O pocieszeniu w przeciwnościach. Mowy Wiktora z Kartenny zaginęły.